# Kalliolamm
Kalliolamm är en sjö i Ljusdals kommun i Hälsingland och ingår i Dalälvens huvudavrinningsområde. Sjön har en area på 0,0607 kvadratkilometer och ligger 578,3 meter över havet. Sjön avvattnas av vattendraget Harpunbäcken.

## Delavrinningsområde
Kalliolamm ingår i det delavrinningsområde (683534-143923) som SMHI kallar för Mynnar i Skogssjön. Medelhöjden är 564 meter över havet och ytan är 12,64 kvadratkilometer. Det finns inga avrinningsområden uppströms utan avrinningsområdet är högsta punkten. Harpunbäcken som avvattnar avrinningsområdet har biflödesordning 4, vilket innebär att vattnet flödar genom totalt 4 vattendrag innan det når havet efter 443 kilometer. Avrinningsområdet består mestadels av skog (88 procent). Avrinningsområdet har 0,16 kvadratkilometer vattenytor vilket ger det en sjöprocent på 1,3 procent.